# Luigi Ciacchi
Luigi Ciacchi (né le 6 août 1788 à Pesaro et mort le 17 décembre 1865 à Rome) est un cardinal italien du XIXe siècle. 

## Biographie
Luigi Ciacchi exerce des fonctions au sein de la Curie romaine, notamment comme gouverneur de Rome et vice-camerlingue de la Sainte Église.
Le pape Grégoire XVI le crée cardinal lors du consistoire du 12 février 1838. Il participe au conclave de 1846, lors duquel Pie IX est élu pape. Le cardinal Ciacchi est légat apostolique à Ferrare en 1847. En mai 1848, il est cardinal secrétaire d'État et président du Conseil des ministres pendant quelques jours, mais il n'approuve pas la politique du pape et se retire à Ferrare.

### Sources
- (en) Fiche du cardinal Luigi Ciacchi sur le site fiu.edu